# Камень-на-Обі (аеродром)
Камінь-на-Обі — військовий аеродром ВПС Росії, розташований поблизу однойменного міста Камень-на-Обі, Алтайський край, Росія. Аеродром перебуває в спільному використанні — як резервний військовий та дозволено використання цивільною авіацією.

## Історія
Аеродром був збудований у 1970 році.)
З 1970 по 1983 на аеродромі базувалися літаки Як-28, а з 1983 по 1991 — літаки МіГ-21.
На базі дислокувався 96-й навчальний авіаційний полк зі складу Барнаульського вищого військового авіаційного училища льотчиків (БВВАУЛ), який використовував літаки Aero L-39 Albatros.
У 2014 році Міністерство оборони запропонувало використовувати аеродром для потреб регіональної малої авіації.

## Катастрофи та інциденти
11 вересня 1990 при заході на посадку розбився МіГ-21Р, пілот-курсант Михайло Палій загинув.